# Lucien Ott
Pour les articles homonymes, voir Ott.
Lucien Ott né à Paris le 10 août 1872 et mort à Villeneuve-Saint-Georges en 1927 est un peintre, décorateur et dessinateur d'ameublement français. 

## Biographie

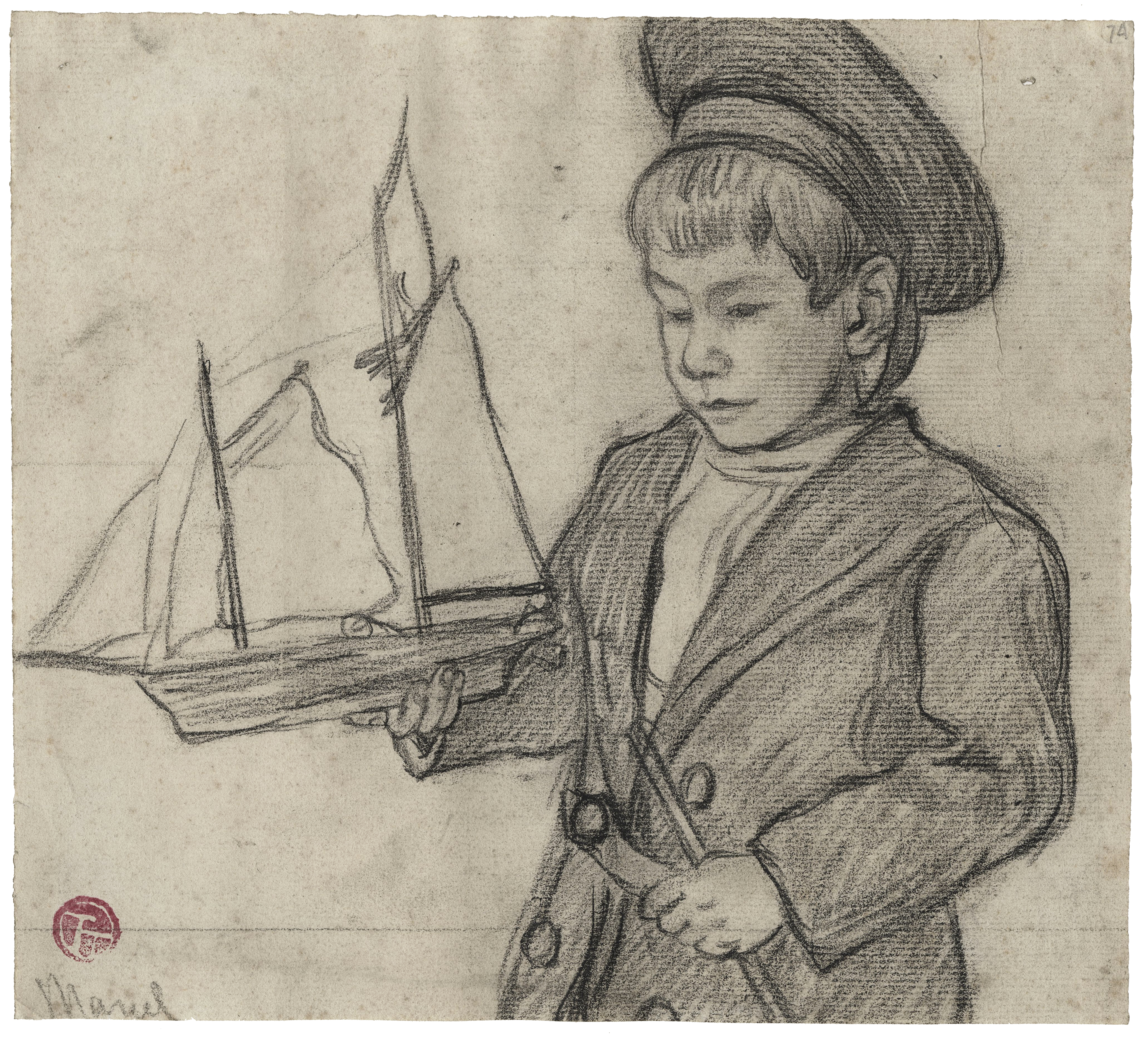
Marcel Ott enfant jouant avec un bateau, fusain, non localisé.

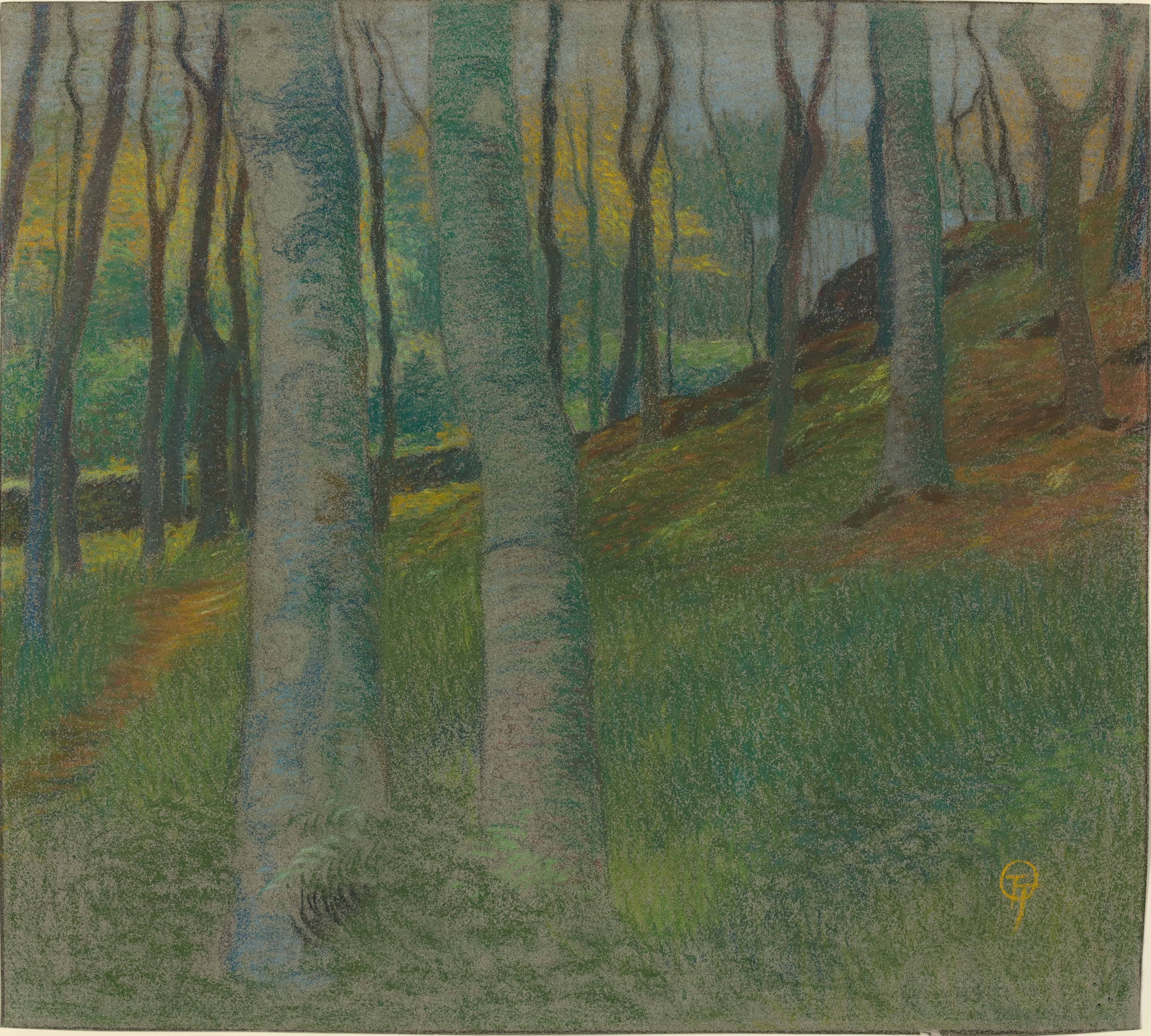
Paysage et sous-bois (1905), pastel, Washington, National Gallery of Art.

Lucien Étienne Ott est né dans le 2e arrondissement de Paris le 10 août 1872.
D’origine alsacienne, élève à l'école Germain-Pilon à Paris, il peint des paysages inspirés de la Bretagne à partir de la fin des années 1880. Il devient chef d'atelier à la manufacture de meubles Krieger, rue du Faubourg-Saint-Antoine, où il dessine des modèles de meubles.
Ott présente ses travaux aux Salon des indépendants dès 1901 et jusqu'en 1914. Il expose des aquarelles et des pastels au Salon de la Société nationale des beaux-arts de 1903.
Il prend l'habitude de peindre à Loguivy-de-la-Mer, où il croise Henri Rivière qui aura sur lui une influence sensible.
Père de Marcel Ott, né en 1896, celui-ci meurt au front en 1916 durant la Première Guerre mondiale. Lucien Ott laisse par ailleurs un précieux témoignage graphique de la vie des soldats, ayant rejoint la Fédération française des artistes mobilisés menée par Louis Thomas.
À la fin de la guerre, il s’installe à Villeneuve-Saint-Georges, où il meurt en 1927. Il est enterré au cimetière de Villeneuve-Saint-Georges.
Le Salon des indépendants lui rend hommage en 1928 et la galerie Bernheim-Jeune à Paris lui consacre une rétrospective en 1929.